# Arnaudina
Arnaudina är ett släkte av svampar. Arnaudina ingår i divisionen sporsäcksvampar och riket svampar.